# Stazione di Kunijima
La Stazione di Kunijima (柴島駅?, Kunijima-eki) è una stazione ferroviaria delle Ferrovie Hankyū situata a Ōsaka, e si trova nel quartiere di Higashiyodogawa-ku. Serve la linea Hankyū Senri.

## Linee
Ferrovie Hankyū
■ Linea Hankyū Senri

## Struttura
La stazione è realizzata in superficie e dispone di due marciapiedi laterali con due binari passanti.
| 1 | ■ Linea Hankyū Senri | per Tenjinbashisuji Rokuchōme e, via linea Sakaisuji, Dōbutsuen-mae e Tengachaya |
| 2 | ■ Linea Hankyū Senri | per Awaji, Suita, Kandai-mae e Kita-Senri                                        |

## Stazioni adiacenti
| «                         | Servizio           | »                  |
| Linea Hankyū Kyōto        | Linea Hankyū Kyōto | Linea Hankyū Kyōto |
| ------------------------- | ------------------ | ------------------ |
| Tenjinbashisuji Rokuchōme | Locale             | Awaji              |
| Il Semiespresso non ferma |                    |                    |